# Aratan
Aratan es un personaje ficticio del legendarium del escritor británico J. R. R. Tolkien. Era un Dúnadan, segundo hijo de Isildur y hermano de Elendur, Ciryon y Valandil. Nació en el año 3339 de la Segunda Edad del Sol en la Tierra Media, probablemente en Minas Ithil. 
Luchó en la Guerra de la Última Alianza contra el Señor Oscuro Sauron, pero no estuvo en la invasión de Mordor, ya que su padre le envió junto con Ciryon a Minas Ithil para protegerla, por temor a que el enemigo escapara por el paso de Cirith Ungol e intentara atacar la ciudad. 
En el año 2 de la Tercera Edad del Sol, cuando las tropas de Isildur fueron atacadas en lo que se conoció como el Desastre de los Campos Gladios, Aratan fue mortalmente herido por los Orcos cuando intentó rescatar a su hermano Ciryon.

## Etimología
El nombre de Aratan está compuesto en la lengua quenya, como era natural entre los Fieles en Númenor, y más si cabe entre los descendientes de los Señores de Andúnië, como era Aratan al ser bisnieto de Amandil, el último Señor. El nombre está formado por los siguientes términos: 
- Ar- : es un prefijo que significa "real" (de realeza) o "noble".
- atan : significa "Hombre".

Así el nombre significa "Hombre Real" o "Hombre Noble".